# Woźniki
Woźniki é um município da Polônia, na voivodia da Silésia e no condado de Lubliniec. Estende-se por uma área de 71,01 km², com 4 395 habitantes, segundo os censos de 2016, com uma densidade de 61,9 hab/km².